# Meyssac
Meyssac település Franciaországban, Corrèze megyében. Lakosainak száma 1290 fő (2022. január 1.). Meyssac Chauffour-sur-Vell, Collonges-la-Rouge, Lagleygeolle, Saint-Bazile-de-Meyssac és Saint-Julien-Maumont községekkel határos.

## Népesség
A település népességének változása:
| Lakosok száma | 1046 | 1103 | 1124 | 1208 | 1280 | 1294 | 1275 | 1264 | 1261 | 1290 |
|               | 1968 | 1982 | 1990 | 2006 | 2013 | 2015 | 2017 | 2019 | 2020 | 2022 |